# 莊頭北工業
莊頭北工業股份有限公司（英語：TOPHOME），品牌為「TOPHOME1929」，公司創立於1929年大稻埕，為台灣第一個本地製造的熱水器業者，亦扶植五聯企業投入市場，過去也曾與日本TOTO合資台灣東陶公司，近年來因為投資及品牌因素，雖然市場規模大不如前，但仍舊是台灣技術領先且活躍於市場的廚房三寶公司。

## 歷史沿革
莊頭北工業創辦人為莊庚戌，因出生在大稻埕北方，因而創業時以清朝舊稱大加蚋堡卅七庄的頭庄（今大稻埕）為掌故，命名為「（庄）莊頭北」，發跡於大橋町（今臺北市大同區伊寧街89號），原為木器和相關技術為基礎。隨著工業發展需要為鑄造刻模，莊庚戌技術精湛且理解材料特性，隨後轉進鑄造業製作銅鑄品，是日治時期大稻埕少有的工業商家，專門為日商川本組製造鑄銅水閥(valve)，當時為台灣供水零組件重要的基礎建設工場，其商品精良耐用，因此川本組的銅鑄水閥也回銷日本。台灣總督府於1919年落成啟用時，車寄前的台灣總督府台字紋章銅牌即出自莊庚戌親手鑄造，在當時的鑄銅技術不僅受到商用肯定，也成為日治時期官方指定的技術職人。
莊頭北以民生工業的水閥發跡之後，陸續開始開發家庭化的市場，諸如水龍頭、三角水閥、水管五金等等。1945年第二代莊明宗接班之後，開始轉進「廚房三寶」熱水器、瓦斯爐、抽油煙機，曾經為台灣市佔率最高的熱水器品牌。第三代莊浩仁接班後，市場丕變及家族投資不順，2005年莊頭北爆發財務危機；品牌「莊頭北」三字於2008年11月26日遭法院拍賣，由台灣櫻花以新台幣7850萬元得標。即使如此，因為過去品質穩定、以及唯一同業全機五年保固的品質，仍是莊頭北台灣市場當中受歡迎的廚房三寶廠商之一。

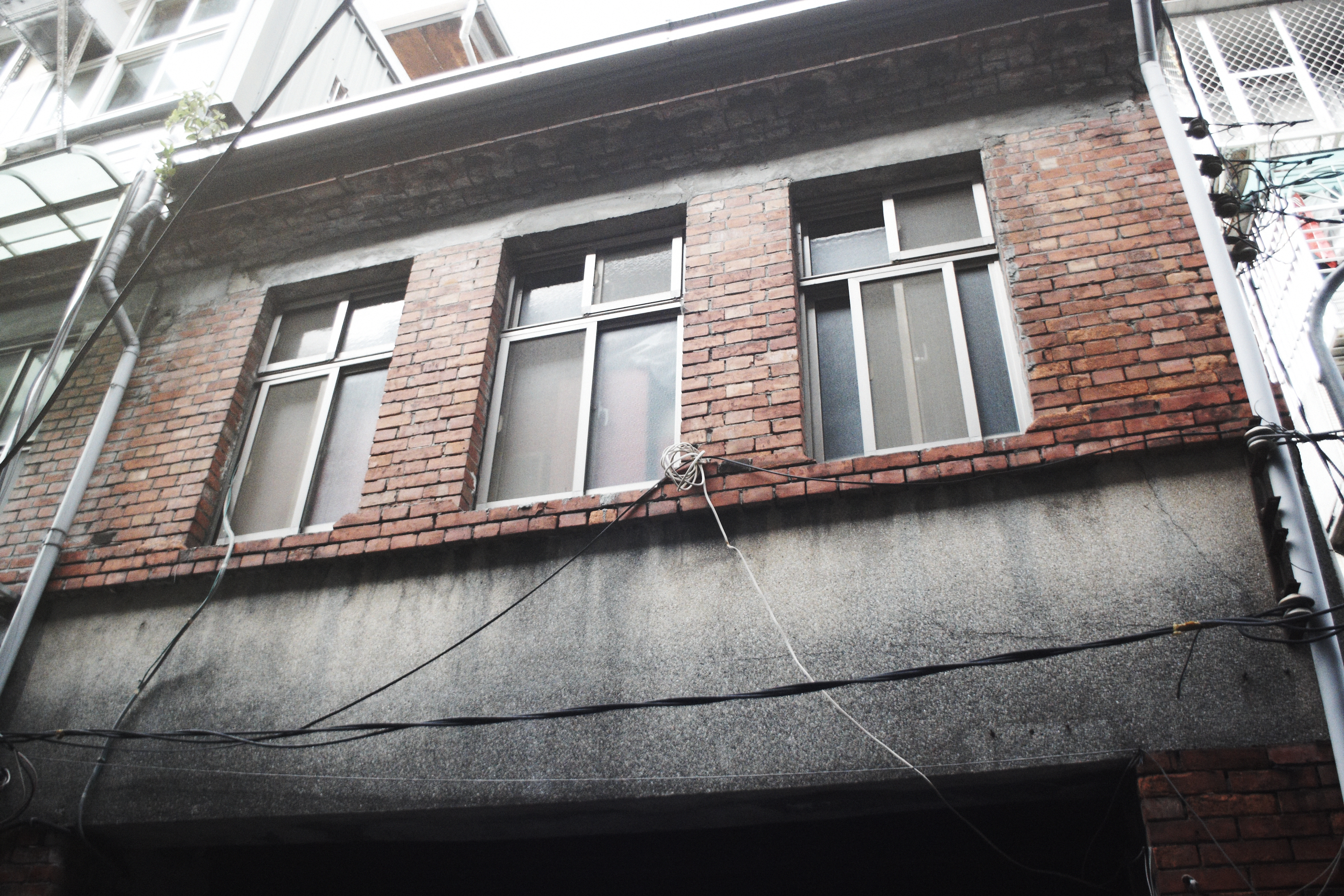
莊頭北發跡處：台北市大同區（伊寧街89號）

## 投資與擴張

### 五聯企業
莊頭北在自家品牌的經營當中，也跨足市場擴張的經營策略；1964年共同參與五聯企業的投資案，是五聯企業原始五個股東之一，因此五聯牌熱水器當年亦是莊頭北的技術。但自1982年後，莊頭北工業基於產銷合一的策略考量，退出五聯企業的經營，將熱水器的生產與銷售收回自己經營。

### 台灣東陶
1987年日本衛浴設備商TOTO（東陶）進入台灣市場時，即相中莊頭北完整的市場通路，因此作為共同投資人，雙方成立「台灣東陶股份有限公司」，TOTO亦對莊頭北予以相當的禮遇。初期莊頭北以57%的股權主導台灣東陶，TOTO品牌才能順利切入台灣市場。但2005年莊頭北產生驟變後即退出台灣東陶，台灣東陶成為TOTO的子公司。

### 中國投資
1996年中國投資熱，莊頭北結合美國漢鼎亞太投資與新加坡匯亞投資合資在河北省成立「唐山莊頭北建材控股公司」，以600畝的造鎮級土地規模，是當時投入河北省的台商事業版圖中最為轟動的大型投資案。
原始經營市場以全中國大陸，以年營收5億元的雄心踏入，但是因進入市場過早，中國大陸內需市場尚未成熟且開發各省的通路有其難度。雖然期間新加坡建屋發展局(HDB)公營住宅也指定採購莊頭北的熱水器，不料原物料的連年波動影響發資布局，連年虧損種下莊頭北一連串的財務風暴。

## 莊頭北軼事
- 雖然莊頭北工業的官方創業年分宣稱是1929年成立，但是莊庚戌早在1909年便開始從商，木作和鑄銅技術同時聞名於台北，因此1919年台灣總督府落成時的台字紋章才能出自於莊庚戌先生之手。
- 由於莊庚戌鑄造技術嫻熟，在同時期創業的大同公司創辦人林煶灶亦常請益於莊庚戌，在當年同為「英雄惜英雄」的創業雙雄。
- 莊頭北工業因為代工川本組的銅水閥(valve)，因此公司第二代莊明宗從小就被叫做バルブ，乃是「Valve」的日式發音。

## 外部連結
- 莊頭北工業 （页面存档备份，存于）